# Corydalis podlechii
Corydalis podlechii är en vallmoväxtart som beskrevs av M. Liden. Corydalis podlechii ingår i släktet nunneörter, och familjen vallmoväxter. Inga underarter finns listade i Catalogue of Life.